# Kreimbach-Kaulbach
Kreimbach-Kaulbach är en kommun och ort i Landkreis Kusel i förbundslandet Rheinland-Pfalz i Tyskland. Kommunen bildades 7 juni 1969 genom en sammanslagning av kommunerna Kaulbach och Kreimbach.
Kommunen ingår i kommunalförbundet Verbandsgemeinde Lauterecken-Wolfstein tillsammans med ytterligare 40 kommuner.